# Beríngia

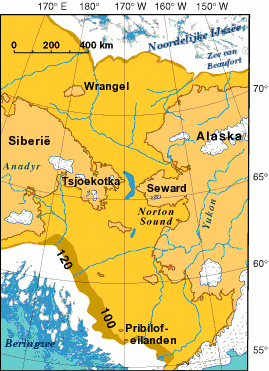
Beríngia a finals del Weichselià

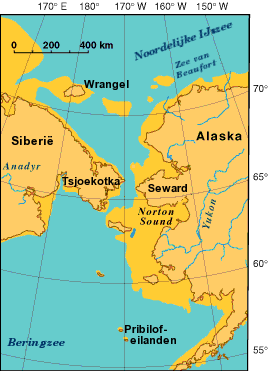
Beríngia durant el desglaç

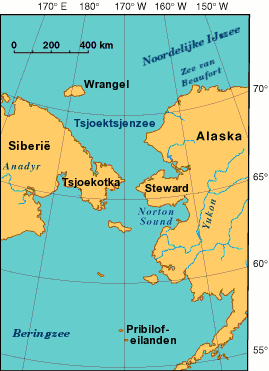
Regió de Beríngia en l'actualitat

Beríngia, també coneguda com el pont terrestre de Bering, fou un pont terrestre d'uns 1.600 km de nord a sud al seu punt més ample, que uní l'actual Alaska i l'est de Sibèria durant diversos períodes de l'últim període glacial. Geogràficament, s'estenia entre el riu Kolimà de Iacútia (Extrem Orient Rus) i el riu Mackenzie dels Territoris del Nord-oest (Canadà). Deu el nom a l'explorador danès, que explorà les costes septentrionals de l'oceà Pacífic al servei del Tsar de Rússia al segle xix.
L'estret de Bering uneix el mar dels Txuktxis al nord i el mar de Bering al sud, ambdós d'aigües someres. Durant els cicles globals de refredement, com ara la glaciació més recent, queda atrapada prou aigua als casquets polars dels Pols Nord i Sud per reduir dràsticament el nivell eustàtic del mar, exposant fons marins poc profunds. Altres ponts terrestres aparegueren i desaparegueren del món de manera similar: fa 14.000 anys, l'actual continent australià estava unit a Nova Guinea i Tasmània, les Illes Britàniques eren una extensió de la terra ferma europea per sobre d'un Canal de la Mànega sec, i el fons sec del mar de la Xina Meridional unia Sumatra, Java i Borneo amb el continent asiàtic.
El pont terrestre de Bering és important per una sèrie de motius, com ara el fet que hauria possibilitat les migracions humanes prehistòriques des d'Àsia cap a les Amèriques fa uns 12.000 anys. Tanmateix, aquesta teoria no ha estat determinada amb certesa, ja que comunitats costaneres navegants haurien pogut creuar l'oceà molt abans. Les opinions científiques sobre el tema romanen dividides i les àrees que haurien pogut proporcionar informació per resoldre'l es troben actualment a molts metres de profunditat sota el mar. Els animals terrestres també migraren a través de Beríngia. Així doncs, mamífers que havien evolucionat a Àsia passaren a Nord-amèrica, com ara lleons i guepards que originaren noves espècies endèmiques de Nord-amèrica avui extintes. De manera inversa, els camèlids, originaris de Nord-amèrica, passaren a Àsia, i després s'extingiren a la seva terra natal de Nord-amèrica.
L'ascens i descens del nivell global del mar deixà al descobert aquest pont terrestre a diferents períodes del Plistocè. Es creu que el pont terrestre de Bering existí a la glaciació d'entre fa 100.000 i fa 12.000 anys, i la glaciació més recent, entre fa 22.000 i 7.000 anys. Així doncs, les línies costaneres actuals assumiren la seva forma actual fa uns 6.000 anys.
L'ecologia de Beríngia s'ha adaptat constantment al clima canviant, que ha determinat les plantes i animals que sobrevivien. La massa terrestre era alhora una barrera i un pont: durant els períodes més freds hi creixeren glaceres i el nivell de precipitacions es desplomà. Durant els períodes més càlids canviaven els núvols, la pluja i la neu, els sòls i els patrons d'irrigació. Les restes fòssils mostren que l'abundància de picees, bedolls i pollancres en comparació amb l'actualitat, indicant que el clima era més càlid i humit. Els mastodonts, que depenien d'arbustos per alimentar-se, eren escassos en el paisatge de tundra obert i sec en què es convertia Beríngia durant els períodes més freds. A la tundra també hi vivien mamuts.